# Flavia Eusebia
Flavia Eusebia (Thessalonici, ? – Mediolanum, 361 előtt) 352–353 telétől II. Constantius római császár második felesége. Apja, idősebb Flavius Eusebius a 347. év consulja, bátyjai az ifjabb Flavius Eusebius és Flavius Hypatius, mindketten a 359. év consuljai.
Constantius 352-ben a Magnentius trónbitorló elleni hadjárat során tartózkodott Macedoniában, ekkor ismerte meg jövendőbelijét. Nem tudni, miért választotta éppen ezt a vidéki családból származó leányt, bár a források egyetértenek abban, hogy Eusebia gyönyörű nő volt. Ammianus Marcellinus is csak dicsérően ír róla, nemcsak küllemét, hanem tulajdonságait tekintve is. Ariánus irányultságú volt, de ennek ellenére az ariusellenességéért száműzött Liberius római püspöknek is segítséget nyújtott. Nagy szerepe volt abban, hogy férje nem végeztette ki a család utolsó férfi tagját, Iulianust, hanem ehelyett caesari méltóságra emelte. Valószínűleg abban is része volt, hogy Iulianus feleségül vette I. Constantinus második házasságából születő leányát – II. Constantius húgát –, Helenát.
Iulianus több írásában is megemlékszik róla. Elsősorban a 357-ben írt Dicshimnusz Eusebiához címűben, de épp így az athéniakhoz írt levelében. Ebben karakterét Arété istennőhöz és Odüsszeusz feleségéhez, Pénelopéhez hasonlítja.
Eusebiának nem született gyermeke, terméketlenségét orvosokkal kezeltette. A kezelések azonban nagy fájdalommal járó szövődményeket okoztak. Ezeket Theophilus püspök kézrátétellel próbálta gyógyítani. Nem tudni, mikor halt meg, de 361 előtt, mert ekkor Constantius már Faustinát, a harmadik feleségét vette el.